# Berilio 10
El berilio-10 (10Be) es un isótopo radioactivo del berilio. Está formado principalmente por la espalación de rayos cósmicos de oxígeno. El 10Be tiene un periodo de semidesintegración de 1,39 × 106 años, y decae por desintegración beta hasta el 10Be con una energía máxima de 556,2 keV. Se descompone a través de la reacción 10Be → 10B + e. Los elementos ligeros de la atmósfera reaccionan con partículas de rayos cósmicos galácticos de alta energía. La espalación de los productos de reacción es la fuente de 10Be (t, u partículas como n o p):
14N(t,5u)10Be; Ejemplo: 14N(n,p α)10Be
16O(t,7u)10Be

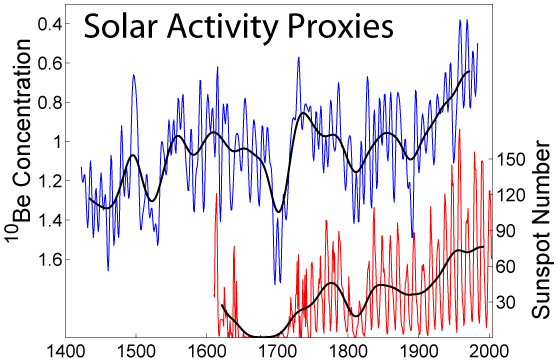
Gráfico que muestra variaciones en la actividad solar, incluyendo una variación en la concentración de ^{10}Be que varía inversamente con la actividad solar. (Obsérvese que la escala de berilio se invierte, por lo que los incrementos en esta escala indican niveles inferiores de ^{10}Be).

Debido a que el berilio tiende a existir en soluciones inferiores a aproximadamente pH 5,5 (y el agua de lluvia sobre muchas áreas industrializadas puede tener un pH menor de 5), se disolverá y se transportará a la superficie de la Tierra a través del agua de lluvia. A medida que la precipitación se hace rápidamente más alcalina, el berilio sale de la solución. Por lo tanto, el 10Be se acumula en la superficie del suelo, donde su periodo de semidesintegración es relativamente largo (1,387 millones de años) lo que permite un largo tiempo de residencia antes de decaerse hasta 10<B.
10Be y su producto secundario han sido utilizados para examinar la erosión del suelo, la formación del suelo a partir del regolito, el desarrollo de suelos lateríticos y la edad de los núcleos de hielo. También se forma en explosiones nucleares por reacción de neutrones rápidos con 13C en el dióxido de carbono en el aire, y es uno de los indicadores históricos de la actividad pasada en sitios de prueba nuclear.